# Zigera stellata
Zigera stellata är en fjärilsart som beskrevs av Alfred Ernest Wileman 1916. Zigera stellata ingår i släktet Zigera och familjen nattflyn. Inga underarter finns listade i Catalogue of Life.